# Suicideboys
Les Suicideboys (stylisé $uicideboy$) sont un groupe de hip-hop américain. Il est composé d'Aristos Petrou (Ruby Da Cherry) et de Scott Arceneaux, Jr. ($lick $loth, $crim), deux cousins originaires de La Nouvelle-Orléans, en Louisiane. Le duo est sous le label indépendant américain G*59 Records. Depuis leur formation en 2014, plus de 200 titres, dont des EP et des mixtape, ont été publiés sur la plateforme en ligne SoundCloud.

## Biographie
Quand le duo se forme en 2014, il gagne rapidement en popularité. Ainsi, leur EP Radical $uicide se place à la 17e place du Top 100 R&B/Hip-Hop Albums 2016 de Billboard. Leur titre Paris récolte plus de 32 millions d'écoutes sur la plateforme SoundCloud et plus de 130 millions de vues avec leur clip vidéo sur YouTube.
Fin 2015, les $uicideboy$ annoncent le GreyScale Tour (aux côtés de Ramirez et de Jgrxxn). Puis, début de 2016, ils annoncent une nouvelle tournée, le $outh $ide $uicide, cette fois-ci aux côtés d‘artistes déjà célèbres sur la scène américaine tels que Pouya ou Fat Nick. Du fait de leur innovation incontestable de la musique rap et de plusieurs tournées aux côtés d'autres artistes à succès, leur réputation augmente de manière significative. Ils programment donc de nouvelles tournées (en Océanie et en Europe par exemple) et se produisent au festival allemand Splash!, au festival hollandais Woo Hah!, au festival finlandais Blockfest ou encore au festival de Dour, en Belgique. Le nom du groupe vient du fait que s'ils ne perçaient pas sur la scène musicale avant qu'ils atteignent 30 ans, ils se suicidaient.  

## Style musical
Dans leurs textes, le duo a la particularité de rapper à propos de leur enfance difficile, mais aussi sur leur actuelle dépendance à la drogue, donc au désespoir, à la souffrance et fatalement au suicide (d’où le choix de leur pseudonyme). Leur nom de Groupe « $uicideboy$ » est un pacte qu'ils ont conclu disant que si la musique ne fonctionnait pas pour eux deux au-delà de trente ans, ils se suicideraient. Tantôt criard et tantôt calme, leurs samples sont principalement inspirés par divers genres tels que la Lo-Fi et le metal. Leur popularité a été en partie due à des montages, publiés sur YouTube, qui reprennent des scènes de combat de différents mangas (Naruto, One Piece, One Punch Man, etc.) en y adjoignant les rythmes soutenus de leurs chansons.

## Alias
Le duo possède de nombreux alias utilisés dans toute leur discographie permettant de faire référence à leur personne en fonction du contexte et style du titre. Ainsi Aristos Petrou est connu sous le nom de Ruby Da Cherry mais aussi Yung Plague, 7th Ward Lord, 7th Ward Dragon, 7th Ward Charizard, Yung Mutt, Norman Atomic, Oddy Nuff da Snow Leopard, Spooky Da Scary, Lord Of Loneliness, Yung Snow... Scott Arceneaux, Jr. possède les alias $lick $loth, $crim ou Budd Dwyer, Yung $carecrow, Lil Cut Throat, Lil Remains,Yung Christ, $uicide Christ, Lil Half Cut, Tony wit da Tommy, Northside Shawty...

## Discographie

### 2014
- Pluto (album solo de Ruby (sous le nom Oddy Nuff) comprenant des feat. avec $crim)
- Kill Yourself Part I: The $uicide $aga
- KILL YOURSELF Part II: THE BLACK $UEDE $AGA
- KILL YOURSELF Part III: THE BUDD DWYER $AGA
- KILL YOURSELF Part IV: THE TRILL CLINTON $AGA
- KILL YOURSELF Part V: THE FUCK BITCHES, GET DEATH $AGA
- KILL YOURSELF PART VI: THE T$UNAMI $AGA
- KILL YOURSELF PART VII: THE FUCK GOD $AGA [6],[7]

### 2015
- KILL YOURSELF PART VIII: THE $EPPUKU $AGA
- KILL YOURSELF PART IX: THE $OUL$EEK $AGA
- KILL YOURSELF PART X: THE RE$URRECTION $AGA
- Black $uicide (avec Black Smurf)
- Gray/Grey
- Black $uicide Side B: $uicide Hustle (avec Black Smurf)
- 7th or St. Tammany
- YUNGDEATHLILLIFE
- G.R.E.Y.G.O.D.S.
- High Tide in the Snake’s Nest
- Grey Sheep EP
- I No Longer Fear The Razor Guarding My Heel
- Black $uicide Side C: The Seventh Seal (avec Black Smurf)
- $outh $ide $uicide (avec Pouya)
- My Liver Will Handle What My Heart Can’t
- I No Longer Fear The Razor Guarding My Heel (II)
- Now the Moon’s Rising
- G.R.E.Y.G.O.D.S.I.I. (avec Ramirez)

### 2016
- Dark Side of the Clouds
- DIRTYNASTY$UICIDE (avec Germ)
- Grey Sheep II
- Radical $uicide
- Eternal Grey
- I No Longer Fear The Razor Guarding My Heel (III)

### 2017
- DIRTIERNASTIER$UICIDE (avec Germ)
- KILL YOURSELF PART XI: The Kingdom Come Saga
- KILL YOURSELF PART XII: The Dark Glacier Saga
- KILL YOURSELF PART XIII: The Atlantis Saga
- KILL YOURSELF PART XIV: The Vulture Saga
- KILL YOURSELF PART XV: The Coast of Ashes Saga
- KILL YOURSELF PART XVI: The Faded Stains Saga
- KILL YOURSELF PART XVII: The Suburban Sacrifice Saga
- KILL YOURSELF PART XVIII: The Fall Of Idols Saga
- KILL YOURSELF PART XIX: The Deep End Saga
- KILL YOURSELF PART XX: The Infinity Saga

### 2018
- I Want to Die in New Orleans

### 2019
- LIVE FAST, DIE WHENEVER (avec Travis Barker)

### 2020
- Stop Staring at the Shadows
- A Man Rose from the Dead (album solo de $crim)

### 2021
- Long Term Effects of SUFFERING

### 2022
- Sing Me a Lullaby, My Sweet Temptation
- My Swisher Sweet, But My Sig Sauer[5]
- DIRTIESTNASTIEST$UICIDE (avec Germ)

### 2023
- SHAMELESS $UICIDE (feat Shakewell)
- YIN YANG TAPES: Spring Season (1989-1990)
- YIN YANG TAPES: Summer Season (1989-1990)
- YIN YANG TAPES: Fall Season (1989-1990)
- YIN YANG TAPES: Winter Season (1989-1990)
- I No Longer Fear The Razor Guarding My Heel (V) (2024)
- New World Depression (2024)